# Tritomaria
Tritomaria (deutsch Ungleichlappenmoos oder Schieflebermoos) ist eine Gattung von beblätterten Lebermoosen aus der Familie Lophoziaceae.

## Merkmale
Die Pflanzen sind niederliegend bis aufsteigend. Die Blätter sind schräg bis quer angewachsen, asymmetrisch und dreilappig, wobei der hinterste Lappen am größten ist. Unterblätter fehlen. Brutkörper sind oval bis eckig und zweizellig.
Die Arten sind hauptsächlich auf der Nordhalbkugel verbreitet. Einige Unterarten gibt es in Afrika und Neuseeland.

## Systematik
In Frey, Fischer und Stech (2009) wird die weltweite Artenanzahl mit 7 bis 8 angegeben.
Nach Söderström (2016) sind es 4 Arten (weitere 2 werden als zweifelhaft bewertet, gesamt wären es 6). Der Grund für den „Schwund“ ist, dass einige Arten in andere Gattungen gestellt wurden (Tritomaria quinquedentata zu Trilophozia, Tritomaria polita zu Saccobasis).
In Europa vorkommende Arten sind:
- Tritomaria exsecta
- Tritomaria exsectiformis
- Tritomaria scitula
- Tritomaria polita, neu Saccobasis polita
- Tritomaria quinquedentata, neu Trilophozia quinquedentata